# ユン・ダフン
ユン・ダフン(ハングル：윤다훈、1964年12月30日 - )は、韓国の俳優。本名ナム・グァンウ(南光祐、ハングル：남광우)。